# Halliwick-módszer
A Halliwick-módszert James McMilan fejlesztette ki, aki értelmi fogyatékos iskolásokat tanított úszni. A technika a vízi terápiák egy fajtája, melyet akár úszás tanításra is lehet alkalmazni.
A módszer szorosan összefonódik a Bad Ragaz Gyűrű Módszerrel (BRRM), amely eredetileg 1950 körül alakult ki Németországban. Kezdetben arra használták, hogy erősítsék az izmokat szimpla egydimenziós módon. A pácienseket belerakták egy úszó szerkezetbe és szupinált pozícióban dolgoztatták őket. A terapeuták korlátozták a mozgást, ahogy a páciensek haladtak a vízben.
1957-ben bemutatták a módszert a Bad Ragaz-i Egészség SPA Centrumban Svájcban. A '60-as évek elején, 3 dimenziós mintákat adtak a mozdulatokhoz a Prorprioceptív Neuromusculáris Facilitáció (PNF) ötletén alapulva.
1975-ben történtek további módosítások a módszerben és ezeket Beatrice Egger fizioterapeuta írta le.
Ahhoz, hogy a páciensek önállóak lehessenek a vízben, bizonyos képességeket el kell sajátítaniuk. A Halliwick-módszer struktúráját a kezdetektől úgy építették fel, hogy a tanulás olyan effektív és hatékony legyen, amennyire csak lehetséges.
A mozgásélményt egy tíz, egymásra épülő pontból álló program (10 pontos program) biztosítja, mely egy úszáshelyzethez vezet. Az világos, hogy nem mindenki képes a teljes programot keresztül vinni, teljesíteni. Esetenként változó a sérülés fokának, a terapeuta és a páciens céljának függvényében.

## A 10 pontos program
1. Kognitív megfelelés és elengedés – Kognitív megfelelés

2. Sagitális forgatás

3. Transzverzális (vertikális) forgatás

4. Longitudinális (laterális) forgatás

5. Kombinált forgatás – Egyensúlymegtartás

6. Felhajtóerő/kognitív fordulat

7. Egyensúly nyugalmi helyzetben

8. Siklás örvénnyel (a terapeuta kelti)

9. Egyszerű mozgások – Mozgás

10. Egyszerű úszómozgások

## A módszer alapfelfogása
- Az alátámasztás/segítségnyújtás nem a fejnél történik.
- Sok feladat megoldása csoportosan történik.
- Az úszás egy eszköz az önállósághoz, de nem ez a cél.
- Az egyensúly mindenekelőtt a fajsúlytól és a testformától függ.
- A páciens (gyerek/felnőtt) mindig aktívan vesz részt a gyakorlatokban.
- Nem használnak úszást segítő eszközöket. (úszógumi, karúszó, stb.)
- Általában 1-1 terápia folyik. (1 pácienshez, 1 terapeuta)